# Ланье, Сидней
Сидней Ланье (англ. Sidney Clopton Lanier; 1842—1881) — американский поэт и музыкант (флейтист).

## Биография
Родился 3 февраля 1842 года в городе Мейкон, штат Джорджия, в семье Роберта Сэмпсона Ланье и Мэри Джейн Андерсон, выходцами из Англии. У него были также французские корни — будучи гугенотами его предки иммигрировали в Англию в XVI веке, спасаясь от религиозных преследований.
Сидней начал играть на флейте в раннем возрасте, и его любовь к этому музыкальному инструменту продолжалась всю жизнь. Он учился в университете Oglethorpe University и был членом братства Sigma Alpha Epsilon. Университет он окончил незадолго до начала Гражданской войны в США.
Был участником Гражданской войны, служил в конфедеративных войсках связи. Позже вместе с братом служил на судах английских блокадопрорывателей. В одно из таких плаваний его корабль был взят на абордаж и попал в плен. Находился в заключении в военной тюрьме в Point Lookout, штат Мэриленд, где заболел туберкулезом, которым страдал всю оставшуюся жизнь.
Вскоре после войны Ланье преподавал в школе, затем переехал в город Монтгомери, штат Алабама, где работал портье в гостинице, а также выступал в качестве музыканта — был штатным органистом в Первой Пресвитерианской церкви (англ. The First Presbyterian Church) в рядом расположенном городке Prattville. Находясь в Алабаме, написал свой единственный роман — «Тигровые лилии» (Tiger Lilies, 1867), который отчасти был автобиографическим и рассказывал о его пребывании в 1860 году у своего деда в отеле Montvale Springs недалеко от города Ноксвилл, штат Теннесси. В 1867 году Ланье переехал в Prattville, где преподавал и работал в качестве директора школы. В этом же году женился на Mary Day, после чего переехал обратно в родной город, где стал работать в адвокатской конторе своего отца. Практиковал в качестве адвоката в течение нескольких лет, в этот период написал ряд стихотворений, путешествовал по южной и восточной части Соединенных Штатов в поисках способа лечения от туберкулеза.

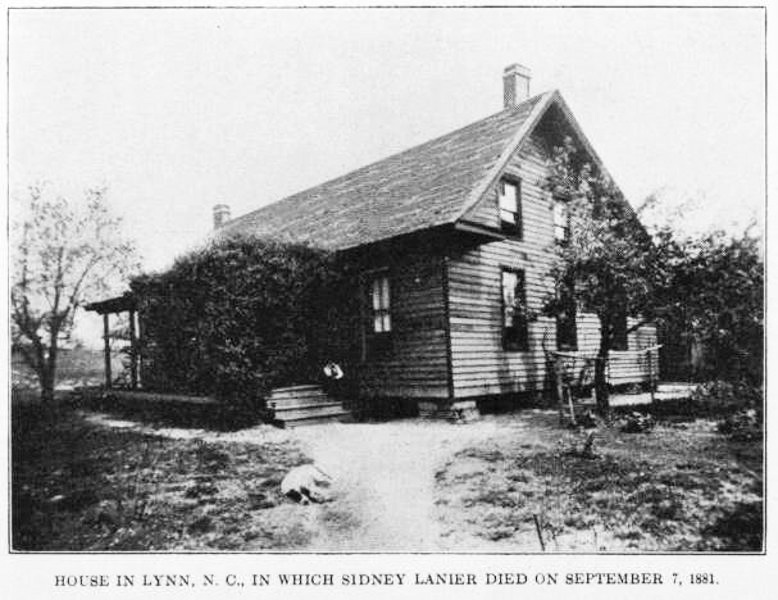
Дом, в котором умер Сидней Ланье

Во время одного из таких путешествий в Техас, Сидней обнаружил в себе талант музыканта, играя на флейте, и решил отправиться в путешествие на северо-восток страны в надежде найти работу в качестве музыканта в оркестре. Не найдя работу в Нью-Йорке, Филадельфии и Бостоне, он подписал контракт на работу в оркестре Пибоди (англ. Peabody Orchestra) в Балтиморе, штат Мэриленд. Самостоятельно выучив нотную грамоту, быстро дослужился до должности первого флейтиста. В целях поддержки жены и их троих сыновей, также писал стихи для журналов. Затем, уже в зрелом возрасте, Сидней Ланье стал студентом, преподавателем, и, наконец, членом преподавательского состава Университета Джонса Хопкинса, специализируясь на произведениях английских романистов и поэтов.
Умер от осложнений, вызванных туберкулезом, 7 сентября 1881 года в городе Lynn, штат Северная Каролина. Был похоронен на кладбище Green Mount Cemetery города Балтимор, штат Мэриленд. Жена — Mary Day Lanier (1844—1931), на которой был женат с 1867 года, была похоронена рядом с мужем.

## Память

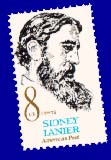
Почтовая марка США

- В 1945 году Сидней Ланье был включен в Зал славы великих американцев, где ему установлен бюст работы Ганса Шулера. Также памятник из бронзы и гранита, созданный Шулером, находится на территории кампуса Университета Джонса Хопкинса.
- В 1972 году в его честь была выпущена почтовая марка США.
- Дом Ланье в Мейконе входит в Национальный реестр исторических мест США.
- На памятнике Monument to Poets of Georgia в штате Джорджия среди четырёх великих поэтов указано имя Ланье.
- Его именем названо много школ и некоторые географические объекты, включая озёра.